# Бобров, Сергей Васильевич
Сергей Васильевич Бобров (22 сентября 1901, деревня Цепнино, Владимирская губерния — 15 октября 1978, Москва) — советский актёр театра и кино, народный артист РСФСР.

## Биография
Сергей Васильевич Бобров родился 22 сентября 1901 года в деревне Цепнино Покровского уезда Владимирской губернии (сейчас Петушинский район Владимирской области). В 1912—1918 годах учился в Московском Строгановском училище. Во время Гражданской войны в 1918—1922 годах служил в Красной армии, был помкомвзвода Заволжской стрелковой бригады (с 1922 года 23–й Заволжской стрелковой дивизии). 
В 1925 году окончил Московский театральный техникум им. Луначарского (ЦЕТЕТИС).
В 1925—1927 годах играл в Московском театре имени МГСПС. В 1927—1928 годах выступал в Самаркандском театре драмы. В 1928—1929 годах служил в Оренбургском и Калужском театрах, в 1929—1930 годах — в Самарском театре, в 1930—1931 годах — в Брянском театре, в 1931—1932 годах — в Тульском театре. 
В 1932 году вернулся в Москву, где в 1932—1938 годах был артистом Московского современного театра, а в 1938—1941 годах — артистом Театра имени Баумана. В 1941—1950 годах играл в Камерном театре, а 1950—1952 и в 1955—1977 годах — в Московском драматическом театре имени Пушкина, который был образован в бывшем здании Камерного театра. В перерыве в 1952—1955 годах был артистом Первого драматического театра Группы Советских войск в Германии.
Умер 15 октября 1978 года в Москве, похоронен на Ваганьковском кладбище (6 участок).

## Награды и премии
- 20.11.1970 —Народный артист РСФСР.
- 1951 — Заслуженный артист РСФСР.
- 1946 — Медаль «За доблестный труд в Великой Отечественной войне 1941—1945 гг.»
- 1948 — Медаль «В память 800-летия Москвы».

## Работы в театре

### Театр имени Пушкина
- «Аленький цветочек» по сказке С. Т. Аксакова — Купец
- «Большая мама» — Кирилл Иванович
- «Дневник женщины» — Фомин
- «Невольницы» — Стыров
- «Парусиновый портфель» — Доктор
- «Петровка, 38» — Самсонов
- «У стен Ленинграда» — Коробков
- «Метель» по повести А. С. Пушкина (реж. Б. И. Равенских)[2]

## Фильмография
| Год  |   | Название                                                 | Роль                                                     |
| ---- | - | -------------------------------------------------------- | -------------------------------------------------------- |
| 1937 | ф | Юность                                                   | Фёдор Чистов, солдат                                     |
| 1938 | ф | Юные коммунары                                           | Селестен, матрос                                         |
| 1950 | ф | Смелые люди                                              | Прохор Ильич, директор конезавода                        |
| 1951 | ф | Спортивная честь                                         | Сергей Васильвич, директор завода (нет в титрах)         |
| 1956 | ф | Она Вас любит                                            | Алексей Игнатьевич, профессор (нет в титрах)             |
| 1957 | ф | Екатерина Воронина                                       | Иван Воронин, отец Катерины, капитан                     |
| 1958 | ф | Поэма о море                                             | секретарь райкома                                        |
| 1960 | ф | Первое свидание                                          | Клёнов, директор завода                                  |
| 1963 | ф | Им покоряется небо                                       | Пётр Егорович, конструктор                               |
| 1964 | ф | Остров Колдун                                            | Скорняков, капитан порта                                 |
| 1973 | ф | Ребята с нашего двора (2-я серия «Четырехзначный номер») | дед, лоцман                                              |
| 1974 | ф | Невольницы                                               | Евдоким Егорович Стыров, очень богатый человек лет за 50 |